# Дайр-ез-Заур (провінція)
Провінція (мухафаза) Дайр-ез-Заур (араб. مُحافظة دير الزور) — одна з 14 провінцій Сирії. Розташована на сході країни. 
- Адміністративний центр — місто Дайр-ез-Заур.
- Площа — 33 060 км ², населення — 1 239 000 осіб (2011 рік).

## Географія
На північному сході межує з мухафазою Хасеке, на північному заході з мухафазою Ракка, на південному заході з мінтакою Хомс, на сході та південному сході з Іраком. З північного заходу на південний схід провніцію перетинає річка Євфрат — головна водна артерія країни.

## Історія

### Громадянська війна в Сирії
Численні конфлікти сирійської громадянської війни безпосередньо стосувалися мухафази Дайр-ез-Заур. Адже її економічний потенціал, зокрема наявність в її надрах вуглеводнів спричиняє до постійних зазіхань різнихсторін конфлікту на ці родовища.

#### 2018 рік
На східному театрі війни (до якого відноситься мухафаза) панувало відносне затишшя, яке склалося внаслідок перегрупування сил та зміни стратегії. Адже після захоплення Дайр-ез-Заур, проурядові війська майже без бою отримали решту території на захід від Євфрату, оскільки рештки ІДІЛу перегрупувалися ближче до кордону з Іраком (в зоні впливу курдсько-американської коаліції). Але після того, як наприкінці 2017 року російська компанія «Європоліс», пов'язана з російським олігархом Євгенієм Пригожиним, що фінансує «ЧВК Вагнера», уклала договір з владою в Дамаску про те, що найманці будуть звільняти території, в яких надалі ця компанія отримає частку в нафтових родовищах, у сенсі їх подальшої експлуатації — цей військово-етнічний конфлікт силкується перетворитися на приватну економічно-військову кампанію. Прикладом таких приватно-анархічних дій став Бій під Хішамом: 6-годинна взірцева контратака американсько-курдської коаліції супроти найманців, яка відбулася 8 лютого 2018 року й стала переломним моментом на східному фронті. Відтак від масштабних бойових дій, на цій ділянці фронту опоненти перейшли до локальних сутичок: Контрвипади 29-30 квітня, Знищення батареї в Меядині, Наступ на Пальміру (з пустелі)

## Адміністративний поділ
Своєю чергою, мухафаза Дайр-ез-Заур складається з кількох адміністративних одиниць третього рівня — 3 мінтаки (громади або общини):
| Код      | Назва                                       | Площа        | Населення |
| -------- | ------------------------------------------- | ------------ | --------- |
| SY130002 | мінтака Абу-Кемаль (mantiqah Abu Kamal)     | 6807,01 km²  | 265 142   |
| SY090001 | мінтака Дайр-ез-Заур (mantiqah Deir-ez-Zor) | 14 389,6 km² | 492 443   |
| SY090003 | мінтака Меядін (mantiqah al Mayadin)        | 3954,98 km²  | 247 171   |